# بوسك (لفيفسكا)
بوسك (Буськ) هي مدينة في مقاطعة لفيفسكا في أوكرانيا.

## توأمة
لبوسك (لفيفسكا) اتفاقيات توأمة مع:
- ستايكل